# Karl Brunner (général SS)
Pour les articles homonymes, voir Karl Brunner et Brunner.
Karl Brunner, né à Passau le 26 juillet 1900 et mort à Munich le 7 décembre 1980, est un avocat allemand, SS-Brigadeführer et Generalmajor de la police, ainsi que Höhere SS- und Polizeiführer à Salzbourg et à Bolzano pendant la Seconde Guerre mondiale.

## Carrière
Le 13 septembre 1917 pendant la Première Guerre mondiale, il rejoint le 16e régiment d'infanterie Joseph-Ferdinand de Habsbourg-Toscane de l'armée bavaroise. Il est démobilisé le 2 avril 1919 avec le rang de Fähnrich.
Il rejoint ensuite l'organisation antisémite Deutschvölkischer Schutz- und Trutzbund. D'avril à juin 1919, il est membre des corps francs de Chiemgau et de Passau et, de 1922 à 1923, de la brigade Ehrhardt. Il étudie ensuite le droit à l'Université de Munich et travaille à partir de 1927 en tant qu'avocat.
Après l'arrivée au pouvoir du NSDAP, il rejoint l'organisation, la SA en 1933 sous le numéro de membre 1 903 386, et enfin la SS sous le numéro de membre 107 161. Au sein du SD, il y travaille de janvier à septembre 1935, avant de diriger d'avril 1937 à juin 1940 la Gestapo à Munich.
Brunner sert à la tête de l'Einsatzkommando 4 / I lors de l'invasion de la Pologne et les débuts de l'occupation allemande en 1939, chargé d'assassiner des intellectuels polonais. Au cours de son séjour dans le nord de l'Italie, il est également responsable de l'arrestation puis de l'expulsion des Juifs italiens sous sa juridiction, ainsi que de nombreuses représailles contre des civils italiens. Le 13 mai 1945, il est capturé à Bolzano et interné au camp de prisonniers de guerre d'Island Farm et libéré en 1948.
En 1956, il entra dans la fonction publique bavaroise et mourut en 1980 sans avoir jamais été inquiété pour ses nombreux crimes de guerre commis en Pologne ou en Italie.